# Вертикално-хоризонтална илюзия
Вертикално-хоризонталната илюзия е оптична илюзия, при която наблюдаващият е склонен да надценява дължината на вертикалната линия спрямо хоризонталната линия, въпреки че те са с една и съща дължина.